# Den (faraon)
Den, znan tudi kot Hor-Den, Deven in Udimu je Horovo ime kralja  iz Prve dinastije Starega Egipta. Je arheološko najbolj dokazan vladar iz tega obdobja egipčanske zgodovine.  V kraljestvo naj bi prinesel blaginjo in številne inovacije. Bil je prvi, ki se je naslavljal s kralj Spodnjega in Gornjega Egipta, in prvi, ki je upodobljen z rdeče belo dvojno krono. Tla njegove grobnice v Abidu so iz rdečega in črnega granita, ki se je tokrat prvič uporabil kot gradivo v gradbeništvu. Med svojo dolgo vladavino je uvedel številne dvorne rituale, ki so jih privzeli tudi njegovi nasledniki. Njegovi neposredni nasledniki so ga zaradi vsega tega zelo spoštovali.

## Dolžina vladanja
Staroegipčanski zgodovinar Maneto ga je imenoval Oúsaphaîdos in mu pripisal dvajset let dolgo vladavino. Torinski seznam kraljev je poškodovan, zato je nemogoče ugotoviti, kako dolgo je vladal. Egiptologi in zgodovinarji so na podlagi napisov na Kamnu iz Palerma na splošno prepričani, da je vladal 42 let.

## Ime
Denovo serek ime je dobro dokumentirano na odtisih pečatnika, slonokoščenih etiketah in napisih na posodah iz skrilavca, diorita in marmorja. Artefakte so odkrili v Abidu, Sakari in Abu Rawashu Denovo ime je dokazano tudi v kasnejših dokumentih, na primer v Berlinskem zdravniškem papirusu, v katerem je razprava  o postopkih zdravljenja številnih bolezni. Nekatere metode naj bi bile iz Denovega obdobja. Omenjen je tudi v 64. poglavju  Anijevega papirusa, napisanega okoli leta 1250 pr. n. št.

## Identiteta
Denovo serek ime je bilo Den ali Deve, kar najverjetneje pomeni On, ki prinaša vodo. Ime je skladno z njegovim rojstnim imenom Kasti, ki pomeni On od dveh puščav. Egiptologi, med njimi Toby Wilkinson in  Francesco Tiradritti, menijo, da se njegovo ime nanaša na vzhodno in zahodno puščavo, ki obdajata Egipt kot nekakšen ščit, ali na Gornji in Spodnji Egipt. Oboje je skladno z uvedbo Denovega kraljevskega naslova Nisut-Biti , ki je legitimiral njegovo oblast nad celotnim Egiptom.
Denova družina je bila predmet številnih raziskav. Njegova mati je bila kraljica Merneit. Trditev podpirajo odtisi pečatnikov in napis na Kamnu iz Palerma. Denove žene so bile kraljice Semat, Nakt-Neit in morda Kua-Neit. Imel je veliko sinov in hčera. Njegova mogoča naslednika bi lahko bila Anedžib in Semerket.
Dobro raziskan  je tudi njegov dvor. Stranske grobnice in mastabe v Sakari so pripadale visokim uradnikom, med katerimi so bili Ipka, Ank-ka, Hemaka, Nebitka, Amka, Ini-ka in Ka-Za. V stranski grobnici na Denovem pokopališču so odkrili redko stelo pritlikavca Ser-Inpuja.
V ramzeškem obdobju so njegovo  rojstno ime brali napačno. Na Abidoškem seznamu kraljev je Sepatju napisan z dvema simboloma za puščavo.  Zapis izhaja iz simbolov dveh puščav, ki jih je Den prvotno uporabljal. Na Torinskem seznamu kraljev je omenjen kot Kenentž, kar je težko prevedljivo. Izvor hieroglifov, ki so se uporabljali na Torinskem seznamu kraljev, ostaja neznan. Na Sakarski tablici je Den skrivnostno v celoti izpuščen.

## Vladanje

### Začetek
Arheološke najdbe kažejo, da je Den na samem začetku svoje vladavine prestol nekaj let delil s svojo materjo Merneit. Zgleda, da je bil takrat premlad, da bi vladal samostojno. Regentka Merneit je de facto samostojna kraljica. V Egiptu takšno vladanje ni bilo nenavadno, saj je pred njo vladala kraljica Neithotep, za njo pa kraljici Sobekneferu in Hačepsut. Denova mati je bila počaščena s samostojno grobnico kraljevskih razsežnosti in svojim kultom mrtvih.

### Dogodki
Pomembna inovacija med Denovo vladavino je bila uvedba številčenja s hieroglifi. Pred tem so bili pomembni letni dogodki prikazani samo z znaki in miniaturnimi risbami, pred katerimi je bil včasih hieroglif za palmo (renpet), ki je pomenil leto. Od Denove vladavine naprej so Egipčani številske hieroglife uporabljali  za različne namene, vključno z izračunavanjem davčnih olajšav in označevanjem letnih dogodkov.
Den je bil prvi egipčanski kralj, katerega skalni relief so odkrili na Sinaju. Dva ali morda trije reliefi prikazujejo njega in nekaj njegovih uradnikov.
Največji verski in politični dogodki med njegovo vladavino so dokumentirani na številnih slonokoščenih etiketah in na Kamnu iz Palerma. Etikete kažejo na pomemben razvoj tiskarstva in umetnosti. Površine etiket so umetniško razdeljene na sekcije, na katerih so upodobljeni posamezni dogodki. Ena od etiket poroča o epidemiji, ki je prizadela Egipt. 
Na tako imenovani MacGregorjevi etiketi je prvi popoln prikaz egipčanskega kralja s pričesko nemes.  Den je upodobljen v položaju, znanem kot udrihanje po sovražniku. V eni roki drži kij, z drugo pa vleče sovražnika za lase. Pričeska in koničasta brada sovražnika kažeta na moža azijskega porekla. Hieroglifi na desni pravijo »prvo udrihanje po vzhodu«. Levo od Denovega imena je ime visokega uradnika Ini-Kaja. Zgleda, da je Den večkrat poslal svojo vojsko na Sinaj in v Vzhodno puščavo. Redni sovražniki Egipčanov so bili nomadski roparji, znani kot Iuntju - Ljudje z lovskimi loki, ki so pogosto povzročali težave. Ponovno so omenjeni na skalnem napisu na Sinaju med vladavino Denovega naslednika Semerketa.
Več dogodkov je omenjenih na fragmentih Kamna iz Palerma. Na Oksfordskem fragmentu so omenjeni naslednji dogodki:
- 4. leto: Prvo štetje zlata.
- 5  leto: Spremljanje Hora; drugi popis živine.
- 6. leto: ...(poškodovano)... Rehita…
- 7. leto: Spremljanje Hora; tretji popis živine.[15]

Kairski fragment  C5 omenja:
- 18. leto: Izdelava kipa oginje Ver-Vadžet.
- 19. leto: Udar na ljudstvo Setjet.
- 20. leto: Ustvarjenje fetiša boginje Mafdet; postavitev stebrov v Sentju.
- 21. leto: Udar ne ljudstvo Tjesem.
- 22. leto: Obisk kraljeve posesti v Semer-Netjeru; prvo praznovanje Hebsed.[16]

Največji fragment Kamna iz Palerma omenja:
- 28. leto: Obisk Ptahovega templja … (ostali del manjka).
- 29. leto: Udar na ljudstvo Iuntju.
- 30. leto: Pojava kralja Spodnjega in Gornjega Egipta; drugo praznovanje Hebsed.
- 31. leto: Načrtovanje gradnje vzhodnega in zahodnega kanala skozi pokrajino Rehits.
- 32. leto: Drugo praznovanje praznika Djet.
- 33. leto: Napenjanje vrvi (ustanovitvena ceremonija)[17] za božansko trdnjavo Isut-Netjeru (prestoli bogov).
- 34. leto: Napenjanje vrvi za kraljevo palačo božanske trdnjave Isut-Netjeru, ki ga je opravil visoki svečenik  Sešata.
- 35. leto: Inavguracija svetih jezer v božanski trdnjavi Isut-Netjeru; lov na kraljevskega povodnega konja.
- 36. leto: Bivanje v Nenj-nesw (Heracleopolis Magna) in na jezeru boga  Herišefa.
- 37. leto: Potovanje z jadrnico do Sah-Setnija; ustanovitev/uničenje mesta Ver-Ka.
- 38. leto: Izdelava kipa boga Seda.
- 39. leto: Pojava kralja Spodnjega in Gornjega Egipta; prva dirka svetega bika Apisa.
- 40. leto: Izdelava kipov boginj Sešat in Mafdet.
- 41. leto: Pojava kralja Spodnjega in... (ostanek manjka).[11][18]

Drugo praznovanje  Hebsed (prestolni jubilej) je potrjeno v napisih na več kamnitih posodah z Denovega pokopališča.

## Grobnica
Den je bil pokopan v grobnici T na pokopališču Umm el-Qa'ab pri Abidu, kjer so pokopani tudi drugi kralji Prve egipčanske dinastije. Grobnica T je ena od največjih in najbolj dodelanih na tem pokopališču in prva s stopniščem in tlemi iz granita.
Grobnica T je bila prva, ki je imela vhod po stopnišču. Starejše grobnice so imele vhod skozi strop. Grobnica se je do Denove  smrti morda uporabljala kot skladišče za presežke dobrin. Je tudi prva grobnica s kamnitimi arhitekturnimi elementi, ki so bili pred tem izdelani iz zidakov iz blata. V prvotni postavitvi so bila  na polovici stopnišča lesena vhodna vrata, pred vhodov v pogrebno sobo pa pokončna drsna vrata, ki naj bi zadržala roparje.  Tla so bila tlakovana z rdečim in črnim granitom iz Asuana, ki se je v velikem obsegu tokrat uporabil prvič.
V grobnici so odkrili dvajset etiket iz ebenovine in slonove kosti. Na etiketah so prve znane upodobitve vladarja z dvojno krono Egipta in tek med obrednimi stelami kot del praznovanja Sed. V grobnici so odkrili tudi pečate, ki potrjujejo obstoj najzgodnejših egipčanskih kraljev.
Okoli grobnice so grobovi 136 mož in žena, ki so bili pokopani istočasno s kraljem. Domneva se, da so bili njegovi služabniki. Preiskave nekaj  okostij kažejo, da so bili zadavljeni kot del žrtvovanja, običajnega za vladarje Prve dinastije.  Po koncu dinastije je žrtvovanje prenehalo. V grobnice so začeli prilagati pogrebne figurice – ušabtije, ki so namesto ljudi skrbeli  za kralje v njihovem posmrtnem življenju.